# Gåsskär (söder Vårdö, Åland)
Gåsskär är en ö i Åland (Finland). Den ligger i Skärgårdshavet och i kommunen Vårdö i landskapet Åland, i den sydvästra delen av landet. Ön ligger omkring 29 kilometer öster om Mariehamn och omkring 250 kilometer väster om Helsingfors.
Öns area är 7,7 hektar och dess största längd är 400 meter i nord-sydlig riktning. Ön höjer sig omkring 10 meter över havsytan.